# کریس پرونگر
کریس پرونگر (انگلیسی: Chris Pronger؛ زادهٔ ۱۰ اکتبر ۱۹۷۴) بازیکن هاکی روی یخ اهل کانادا است.
وی همچنین برندهٔ جوایزی همچون تالار افتخارات هاکی و جام استنلی شده‌است.
از باشگاه‌هایی که در آن بازی کرده‌است می‌توان به فیلادلفیا فلایرز، آناهایم داکس، و ادمونتون اویلرز اشاره کرد.